# زولكيفلي سيوكور
زولكيفلي سيوكور (بالإندونيسية: Zulkifly Syukur) (3 مايو 1984 بماكاسار في إندونيسيا - ) هو لاعب كرة قدم إندونيسي في مركز الظهير. لعب مع ميترا كوكار ‏.

## وصلات خارجية
- زولكيفلي سيوكور على موقع ناشيونال فوتبول تيمز (الإنجليزية)
- زولكيفلي سيوكور على موقع Soccerway.com (الإنجليزية)